# Daniel Campos
Daniel Campos Cortés (* 3. Januar 1829 in Potosí; † 29. April 1902 ebenda) war ein bolivianischer Entdecker, Autor, Politiker, Journalist und Rechtsanwalt, der im Departamento Potosí gelebt hat. Nach ihm ist die Provinz Daniel Campos benannt. Sein bekanntestes Werk ist das Gedicht Celichá.

## Leben und Wirken
Daniel Campos wurde 1829 als Sohn von Manuel Campos und dessen Frau Rafaela Cortés in Potosí geboren, einer Stadt im südlichen Zentral-Bolivien. Sein Vater starb 1831 und seine Mutter im Jahr darauf, so dass Campos unter die Vormundschaft von Miguel Cortés kam, einem Onkels mütterlicherseits. Er besuchte zunächst Schulen in seiner Heimatstadt und studierte bis 1857 Rechtswissenschaften an der Universidad Mayor, Real y Pontificia de San Francisco Xavier in Sucre. Im Anschluss an das Studium war er als Anwalt tätig. Campos bekleidete mehrere öffentliche Ämter. 1858 war er Sekretär des Rektors der Universität von Potosí, zwei Jahre darauf übernahm er selbst das Amt des Rektors. Er lehrte Latein und Literatur und gründete das Colegio Educandas und die Schule Alonso de Ibáñez. 1863 übernahm er den Vorsitz des Stadtrats von Potosí. 1869 wurde er Vorsitzender des Obersten Gerichtshofs von Potosí. Von 1870 bis 1874 war er Abgeordneter des bolivianischen Parlaments und von 1877 bis 1878 Repräsentant der Asamblea constituyente (konstituierende Versammlung).
Darüber hinaus betätigte sich Campos als Journalist und Autor. Er gab die Tageszeitung El Deber heraus, gründete La Chronica und La Revista de Potosí und war an verschiedenen anderen Publikationen beteiligt. Er veröffentlichte Gedichte in Zeitschriften und Sammelbänden. Sein erfolgreichstes Werk ist das umfangreiche Gedicht Celichá, das von Traditionen der Toba handelt. Es wurde 1891 mit dem Premier Premio del Congreso Nacional und 1896 mit dem Primer Premio en el Certamen Nacional de Literatura y Letras ausgezeichnet. 1870 gründete Campos die Sociedad Literaria y Cientifica (Gesellschaft für Literatur und Wissenschaft) in Potosí.
Vom 29. August bis 14. November 1883 führte Campos im Auftrag der bolivianischen Regierung mit einer Gruppe Freiwilliger eine Expedition von Tarija durch den Gran Chaco nach Asunción in Paraguay durch.  Die Expedition wurde von dem amtierenden Präsidenten Narciso Campero (1813–1986) und Minister Antonio Quijarro Quevedo (1831–1903) initiiert, um die Region zu erforschen. Es war die erste Durchquerung des Gran Chaco auf dieser Route. Einen Teil der Strecke legten die Expeditionsmitglieder auf dem Río Pilcomayo zurück. Der Rückweg führte auf Straßen von Argentinien nach Bolivien bis zur Ankunft im Januar 1884. Im Anschluss erhielten die Teilnehmer unter anderem Grundstücke als Geschenk der Regierung. Fünf Jahre nach der Expedition veröffentlichte Campos den Reisebericht De Tarija a la Asunción. Expedición boliviana de 1883. Er enthält neben Beschreibungen der Landschaft, Bevölkerung und Ablauf der Expedition auch Empfehlungen für einen wohlwollenderen Umgang mit den einheimischen Chiriguanos, die jedoch von der Regierung nicht befolgt wurden.

## Werke (Auswahl)

### Schriften
- La América y los aliados de la corte del Brasil. Peru. Ministerio de Relaciones Exteriores, Tip. del Rogreso [i. e. Progreso], Potosí 1866.
- Funerales del jeneral Quintin Quevedo. Tip. Municipal, Potosí 1876.
- Carretera y telégrafo del sud. Informe presentado a la junta. Tip. del Progreso, Potosí 1882.
- De Tarija a la Asuncion. Expedicion boliviana de 1883. Impr. de J. Peuser, Buenos Aires 1888.
- Cuadros politico-electorales. Impr. de El Tiempo, Potosí 1891.

### Gedichte
- Celichá: páginas del Gran Chaco boliviano: poema. In der Reihe Cuadernos de la Colección de la cultura boliviana Bolivia Editorial Potosí, Potosí 1954.
- A Carolina, A la Muerto del Senor Manuel Jose Cortés, Nada he visto, La Campana de la aurora..., Al bombardeo de Valparaiso und To lloro peregrino In: Parnasso boliviano. herausgegeben von José Domingo Cortés, Imprenta Albion de Cox y Taylor, Valparaiso 1869, S. 96ff (online).
- Himno de Potosi, 1887.
- Bando Carnavalesco, 1889.
- Patria, 1892.
- La Desposada, 1896.
- La Bandera de la Patria, 1900.
- La Nave quo Parte, 1900.